# Pellifronia
Pellifronia là một chi ốc biển, là động vật thân mềm chân bụng sống ở biển trong họ Terebridae, họ ốc dài.

## Các loài
Các loài thuộc chi Pellifronia bao gồm:
- Pellifronia brianhayesi (Terryn & Sprague, 2008)[2]
- Pellifronia jungi (Lai, 2001)[3]